# Meridià 157 a l'oest
El meridià 157 a l'oest de Greenwich és una línia de longitud que s'estén des del pol Nord travessant l'oceà Àrtic, Amèrica del Nord, l'oceà Pacífic, Oceania, l'oceà Antàrtic, i l'Antàrtida fins al pol Sud.
El meridià 157 a l'oest forma un cercle màxim amb el meridià 23 a l'est. Com tots els altres meridians, la seva longitud correspon a una semicircumferència terrestre, uns 20.003,932 km. Al nivell de l'Equador, és a una distància del meridià de Greenwich de 17.475 km.

## De Pol a Pol
Començant en el pol Nord i dirigint-se cap al pol Sud, aquest meridià travessa:
| Coordenades                               | País, territori o mar | Notes                                                                                                   |
| ----------------------------------------- | --------------------- | --- |
| 90° 0′ N, 157° 0′ O / 90.000°N,157.000°O  | Oceà Àrtic            | |
| 71° 12′ N, 157° 0′ O / 71.200°N,157.000°O | Estats Units          | Alaska                                                                                                  |
| 56° 54′ N, 157° 0′ O / 56.900°N,157.000°O | Oceà Pacífic          | |
| 56° 33′ N, 157° 0′ O / 56.550°N,157.000°O | Estats Units          | Alaska — Illa Sutwik                                                                                    |
| 57° 33′ N, 157° 0′ O / 57.550°N,157.000°O | Oceà Pacífic          | Passa a l'oest de les illes Semidi, Alaska, Estats Units (a 56° 11′ N, 156° 49′ O / 56.183°N,156.817°O) |
| 21° 5′ N, 157° 0′ O / 21.083°N,157.000°O  | Estats Units          | Hawaii —Illa de Molokai                                                                                 |
| 21° 5′ N, 157° 0′ O / 21.083°N,157.000°O  | Oceà Pacífic          | Canal Kalohi                                                                                            |
| 20° 56′ N, 157° 0′ O / 20.933°N,157.000°O | Estats Units          | Hawaii — Illa de Lanai                                                                                  |
| 20° 50′ N, 157° 0′ O / 20.833°N,157.000°O | Oceà Pacífic          | |
| 60° 0′ S, 157° 0′ O / 60.000°S,157.000°O  | Oceà Antàrtic         | |
| 77° 20′ S, 157° 0′ O / 77.333°S,157.000°O | Antàrtida             | Dependència de Ross, reclamat per Nova Zelanda                                                          |